# SuperTotò
SuperTotò (30 film in uno) è un film antologico del 1980 di Brando Giordani ed Emilio Ravel prodotto da Luigi e Aurelio De Laurentiis.
La pellicola include spezzoni vari (sia a colori che in bianco e nero) tratti dai migliori film con Totò: Totò sceicco, Totò a colori, Miseria e nobiltà, Tototarzan, L'oro di Napoli, Guardie e ladri e altri ancora.

## Trama
Il film è suddiviso in capitoli: La maschera, Le donne, L'arte di arrangiarsi, La fame, I ricchi, I prepotenti, Il varietà e Gli uomini contro i caporali.

### La maschera
La mimica di Totò è tutt'altro che unica, è l'invenzione di un personaggio immortale, ricco d'inventiva e di buffe situazioni. Totò nei suoi film, spesso i primi, era solito giocare facendo dei movimenti con la testa e con il corpo scoordinati, facendolo sembrare una specie di marionetta senza fili. Queste capacità hanno fatto sì che l'attore si distinguesse nel campo teatrale e cinematografico, forse il film in cui la sua performance della "marionetta scoordinata" è Totò a colori in cui l'attore improvvisa il balletto del burattino Pinocchio.

### Le donne

Totò ed Isa Barzizza nel 1950

Spesso nei suoi film Totò dimostra le capacità di un vero dongiovanni e seduttore, improvvisando numerose battute e strani neologismi per apparire più attraente. Tuttavia in alcuni casi, come in Totò e le donne, Totò è vittima delle prepotenze della moglie oppressiva Ave Ninchi che lo spinge ad avere una relazione clandestina con Franca Faldini, la sua amante storica. Totò non solo vuole incontrarsi con la sua fidanzata del cuore per non sentire più la moglie, ma anche per fuggire dalla completa inettitudine della fantesca e dalla manie esagerate della figlia che ha come innamorato il medico Peppino De Filippo. Tuttavia l'amante di Totò, ben sapendo la condizione del suo spasimante, ovvero che è un vecchio desideroso solo di divertirsi, cercherà in tutti i modi di renderlo geloso e infine lo lascerà.

### L'arte di arrangiarsi
Totò nelle sue avventure si trova quasi sempre a fronteggiarsi con un bullo più grosso e più potente di lui. All'inizio pare che la figura dell'uomo mingherlino e spaventato (Totò) stia per soccombere quando d'un tratto il burbero tocca un tasto che alla sua vittima non piace, tanto da trasformarlo in qualcosa completamente di diverso dal suo normale status. Totò d'un tratto aggredisce e diventa furioso, confondendo il suo interlocutore e portandolo allo sconforto, affinché possa fuggire da quella complicata situazione. L'opzione più conosciuta è quella di San Giovanni decollato in cui Totò, messo alle stretta da un bullo del paesello, finge di doversi ormai preparare alla sua esecuzione, poggiando la testa su un piatto d'argento (proprio come San Giovanni Battista). Il bullo si sta preparando a scaricargli una serie di pugni, quando Totò scopre che il giacchetto del suo interlocutore mancava di un bottone, sottrattogli la notte prima da Totò dato che questi gli rubava l'olio dei lumini per San Giovanni. La situazione si ribalta e così Totò picchia il bullo e poi scappa via dalla stanza. Altro esempio dell'arte di arrangiarsi di Totò è in Guardie e ladri: il ladro Totò viene inseguito dalla guardia Aldo Fabrizi. Venendo in un primo momento preso, Totò si fa condurre in un'osteria dove simula delle convulsioni intestinali e si fa portare la bagno pregando alla guardia di rimanete fuori, liberandosi dalla manette e lasciando Fabrizi con un palmo di naso.

### La fame
La fame per Totò è una brutta bestia. Lo si deduce dal film Miseria e nobiltà in cui il protagonista squattrinato Don Felice Sciosciammocca, per aver promesso ad un principino locale napoletano di aiutarlo nella sua impresa di conquistare la mano della contessina Sophia Loren, viene ricompensato di ogni ben di Dio da mangiare. Felice aguzza gli occhi e sniffa rumorosamente col naso, come un bracco da caccia e si avvicina lentamente alla tavola, venendo imitato dagli altri commensali, per poi agguantare con violenza divoratrice merluzzi e spaghetti.

### I ricchi
Totò odia molto le persone ricche e pompose e ciò lo si deduce dal film Totò e i re di Roma. Espressamente contrario ai modi dei suoi colleghi di fingersi lecchini delle persone più potenti, l'impiegato Ercole Pappalardo (Totò) preferisce rimanere nella sua medesima condizione, conservando integralmente la sua dignità di lavoratore onesto.

### I prepotenti
Come già citato nell'esempio dell'"arte di arrangiarsi", Totò spesso è vittima di qualcuno più forte di lui, salvo poi ribaltare i connotati e fronteggiarlo a muso duro. Nel film L'oro di Napoli Totò è costretto a portare il pane a casa vestendo i panni di una figura comica che ricorda molto l'unione dei costumi di Giuseppe Garibaldi e Napoleone Bonaparte, guida turistica per le vie del centro storico di Napoli. Nella sua casa con prepotenza si è installato un signorotto locale caduto in disgrazia che pretende di essere servito e curato proprio come il padrone di casa: il povero Totò. Dopo qualche giorno il signorotto viene a sapere da un certificato medico, mal constatato dal dottore, che sarebbe morto di lì a pochi giorni. Totò subito ne approfitta per vendicarsi di tutti i soprusi ricevuti, picchiandolo e scacciandolo di casa malamente. Sembra che la situazione si sia ristabilita, ma il bullo si consulta col medico e scopre l'errore del certificato...

### Il varietà
In questa parte del film vengono proposti vari sketch e divertenti situazioni in cui Totò è protagonista, come Totò di notte n. 1 o Totò sexy.

### "Siamo uomini o caporali?"
Nel film Siamo uomini o caporali? Totò mostra il massimo della sua umanità nel definire in due categorie le persone del mondo mediante le classi dirigenti: gli uomini, ovvero le persone oneste e perbene che non pensano al guadagno ma al benessere pubblico, e i caporali, ossia i governatori crudeli e senza scrupoli che mirano solo al guadagno e alla sofferenza dei più deboli. Ambientato nella Seconda guerra mondiale e nel periodo del Dopoguerra, Totò, interpretando vari personaggi, impersona il miserabile schiacciato dalla potenza dei generali tedeschi nazisti e fascisti che tentano di ostacolarlo o catturandolo e spedendolo in campi di concentramento o insidiandogli l'incolumità della fidanzata che, non ragionando abbastanza come dovrebbe, preferisce unirsi ad un uomo ricco sebbene spietato.

## I film che compongonoSuperTotò

Totò ed Aldo Fabrizi nel film Guardie e ladri

- San Giovanni decollato
- Fifa e arena
- Totò le Mokò
- Totò cerca moglie
- Totò sceicco
- Tototarzan
- Guardie e ladri
- Totò a colori
- Totò e i re di Roma
- Totò e le donne
- Il più comico spettacolo del mondo
- L'oro di Napoli
- Miseria e nobiltà
- Siamo uomini o caporali?
- Totò nella luna
- Capriccio all'italiana